# 上昇気流 (アルバム)
『上昇気流』（じょうしょうきりゅう）は、2005年7月13日に発売されたMEGARYUの5作目のアルバム（フルアルバムとしては1枚目）。オリコン登場週68週とロングセールスを記録した。

## 収録曲
全作詞・作曲:MEGARYU、編曲:M.Kamishiro
1. アゲアゲハリケーン
2. 夜空に咲く花
3. 夢のかけら
4. DEAR
5. 曇りのち晴れ
6. SUNSHINE
7. WAVE YOUR HANDS
8. BIG DANCE!
9. 時代到来
10. MHz〜メガヘルツ〜
11. SEXY CAT
12. ON THE ROAD
13. 4 SEASON
14. FINAL TUNEが流れる時まで…
15. FEEL ALL RIGHT